# Кубок світу з регбі 2023

Кубок світу з регбі 2023 (фр. Coupe du monde de rugby 2023) — десятий Кубок світу з регбі серед чоловіків. Він проходив у Франції з 8 вересня по 28 жовтня 2023 року в дев'яти містах по всій країні. Відкриття та фінал відбулися на Стад де Франс, у північному передмістті Парижа. Турнір відбувся у рік двохсотріччя винаходу цього виду спорту Вільямом Веббом Еллісом.
Планувалося, що турнір триватиме шість тижнів, але в лютому 2021 року світова федерація регбі World Rugby розширила змагання на один тиждень, аби забезпечити додаткові дні відпочинку гравців. Таким чином команди отримали мінімум п'ятиденний відпочинок між матчами. Франція вчетверте приймала Кубок світу з регбі. Раніше вона проводила змагання у 1991, 1999 року (разом із Англією, Ірландією, Шотландією та Уельсом) та у 2007 році.
На початку турніру чинним чемпіоном була Південна Африка, яка перемогла Англію у фіналі Чемпіонату світу з регбі 2019 року. Південна Африка успішно захистила свій титул, перемігши у фіналі Нову Зеландію. Таким чином збірна ПАР стала першою командою, яка виграла турнір чотири рази, і єдиною збірною, яка вигравала Кубок світу після поразки в матчі групового етапу. Регбісти ПАР вдруге переграли збірну Нової Зеландії у фіналі Кубку.
Збірна Чилі вперше виступила на турнірі. Португалія повернулася до виступів на світовому рівні 16 років потому після свого дебюту в 2007 році, також у Франції.
Це був останній турнір, в якому брали участь 20 команд, оскільки в 2027 році турнір буде розширено до 24 команд.

## Вибір господаря
Загалом на проведення турніру претендували шість країн. Федерація регбі Італії 28 вересня 2016 року відмовилася від своєї заявки. Аргентинський регбійний союз і федерація регбі США висловили свою зацікавленість у проведенні заходу, але врешті вирішили не подавати офіційну заявку. До кінцевого терміну у червні 2017 року було офіційно подано три заявки.
15 листопада 2017 году право на проведення турнір отримала Франції, випередивши заявки Південної Африки та ірландії.

## Місце проведення

### Стадіони
17 березня 2017 року було обрано дванадцять приймаючих муніципалітетів. Пізніше цей список було скорочено до дев'яти: були виключені стадіон в середмістті Парижу, міста Монпельє та Ланс
| Париж (Сен-Дені)    | Марсель           | Лілль (Вільнев-д'Аск) |
| ------------------- | ----------------- | --------------------- |
| Стад де Франс       | Стад де Марсель   | Стадіон П'єр-Моруа    |
| Місткість: 80 698   | Місткість: 67 394 | Місткість: 50 186     |
|                     |                   |                       |
| Ліон (Десін-Шарп'є) | Бордо             | Тулуза                |
| Парк Олімпік Ліонне | Стад де Бордо     | Муніципальний стадіон |
| Місткість: 59 186   | Місткість: 42 115 | Місткість: 33 150     |
|                     |                   |                       |
| Сент-Етьєн          | Ніцца             | Нант                  |
| Жоффруа Гішар       | Стад де Ніцца     | Стад де ла Божуар     |
| Місткість: 41 965   | Місткість: 35 624 | Місткість: 35 322     |
|                     |                   |                       |

## Команди

### Кваліфікація

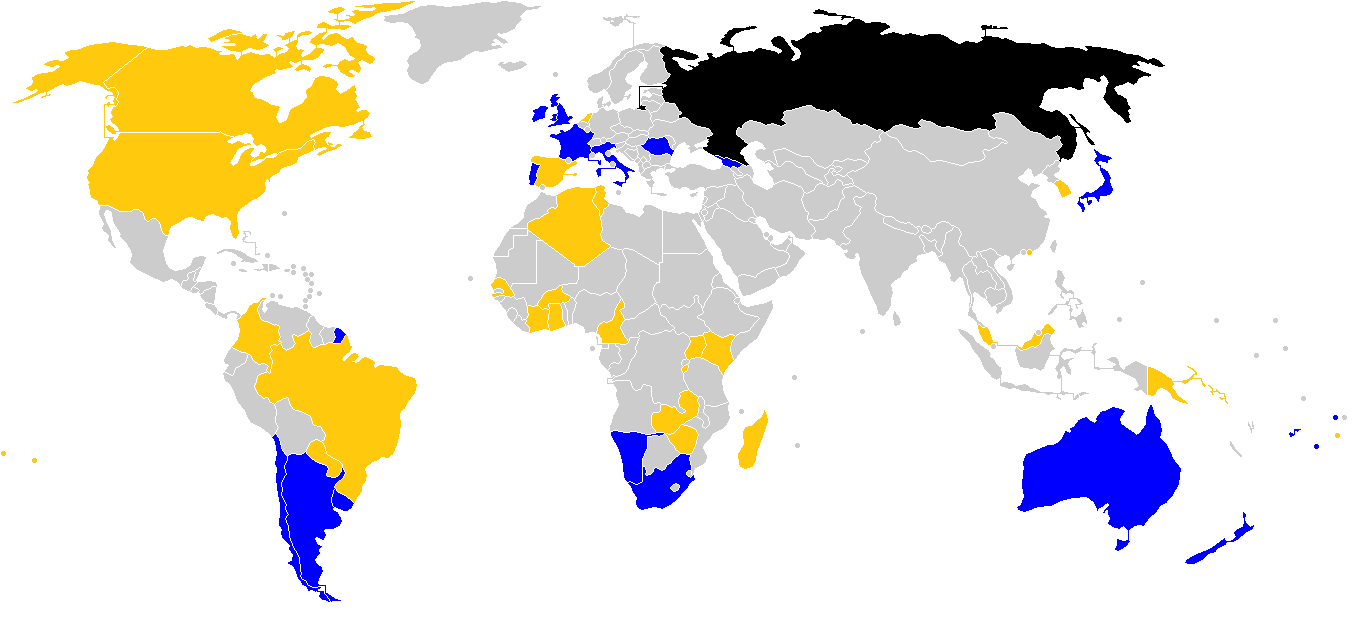
Кваліфікаційний статус:
Пройшли кваліфікацію на Кубок світу з регбі 2023
Не пройшли кваліфікацію на Кубок світу з регбі 2023
Знялися або відсторнені

У кваліфікації взяли двадцять команд. Загалом 12 команд отримали автоматичну кваліфікацію на турнір після того, як фінішували в трійці найкращих у своїй групі на Чемпіонаті світу з регбі 2019 року, серед яких також була Франція, яка до того ж автоматично кваліфікувалася як господар турніру. Інші вісім путівок на мундіал розігрувалися в регіональних турнірах, з подальшою стадією плей-оф.
Два місця були зарезервовані для європейського регіону. Одну з путівок виборола Іспанія, проте Румунія подала офіційну скаргу через виступ за команду Іспанії гравця, що не мав на це права. Після прискіпливого розслідування було зроблено висновок, що гравець, про якого йде мова, підробив свій паспорт: Іспанія була позбавлена 10 очок, в результаті чого їх фактично виключили зі змагань, а Румунія замінила їх на 2-му кваліфікації, поступившись лише збірній Грузії, що не зачепило 1-е місце в Європі. Третю, додаткову путівку, отримала збірна Португалії, яка у стикових матчах обійшла збірні Кенії, Гонконгу та США.
В Океанії та Азії кваліфікувалися Самоа та Тонга, яка обіграла в плей-оф збірну Гонконгу, переможця азійського відбору.
Від Африки кваліфікувалася Намібія, яка всьоме взяла участь в турнірі.
Чемпіонат світу з регбі 2023 першим турніром, на якому не було представників Північної Америки. Збірна Канади вперше не змогла пройти кваліфікацію на турнір. Так само й Сполучені Штати вперше з 1995 року залишилися поза межами світової першості, адже програли стикові матчі Португалії.
Жеребкування групового етапу відбулося 14 грудня 2020 року в Парижі.

## Церемонія відкриття
Церемонія відкриття, розроблена та зрежесована Жаном Дюжарденом, відбулася 8 вересня 2023 року на стадіоні «Стад де Франс» у Сен-Дені, перед матчем відкриття між Францією та Новою Зеландією.

## Груповий етап
Команди були поділені на чотири групи по п'ять команд і грали між собою по коловій системі.

### Група A
| Команда       | І | В | Н | П | Оч      | +/−  | Сп | Бон | ОЧК |
| ------------- | - | - | - | - | ------- | ---- | -- | --- | --- |
| Франція       | 4 | 4 | 0 | 0 | 210:32  | +178 | 27 | 2   | 18  |
| Нова Зеландія | 4 | 3 | 0 | 1 | 253:47  | +206 | 38 | 3   | 15  |
| Італія        | 4 | 2 | 0 | 2 | 114:181 | +64  | 15 | 2   | 10  |
| Уругвай       | 4 | 1 | 0 | 3 | 65:164  | –99  | 9  | 1   | 5   |
| Намібія       | 4 | 0 | 0 | 4 | 37:255  | –218 | 3  | 0   | 0   |

### Група B
| Команда   | І | В | Н | П | Оч     | +/−  | Сп | Бон | ОЧК |
| --------- | - | - | - | - | ------ | ---- | -- | --- | --- |
| Ірландія  | 4 | 4 | 0 | 0 | 190:46 | +144 | 27 | 3   | 19  |
| ПАР       | 4 | 3 | 0 | 1 | 151:34 | +117 | 22 | 3   | 16  |
| Шотландія | 4 | 2 | 0 | 2 | 146:71 | +75  | 21 | 2   | 10  |
| Тонга     | 4 | 1 | 0 | 3 | 96:177 | –81  | 13 | 1   | 5   |
| Румунія   | 4 | 0 | 0 | 4 | 32:287 | –255 | 4  | 0   | 0   |

### Група C
| Команда    | І | В | Н | П | Оч     | +/− | Сп | Бон | ОЧК |
| ---------- | - | - | - | - | ------ | --- | -- | --- | --- |
| Уельс      | 4 | 4 | 0 | 0 | 143:59 | +84 | 17 | 3   | 19  |
| Фіджі      | 4 | 2 | 0 | 2 | 88:83  | +5  | 9  | 3   | 11  |
| Австралія  | 4 | 2 | 0 | 2 | 90:91  | –1  | 11 | 3   | 11  |
| Португалія | 4 | 1 | 1 | 2 | 64:103 | –39 | 8  | 0   | 6   |
| Грузія     | 4 | 0 | 1 | 3 | 64:113 | –49 | 7  | 1   | 3   |

### Група D
| Команда   | І | В | Н | П | Оч      | +/−  | Сп | Бон | ОЧК |
| --------- | - | - | - | - | ------- | ---- | -- | --- | --- |
| Англія    | 4 | 4 | 0 | 0 | 150:39  | +111 | 17 | 2   | 18  |
| Аргентина | 4 | 3 | 0 | 1 | 127:69  | +58  | 15 | 2   | 14  |
| Японія    | 4 | 2 | 0 | 2 | 109:107 | +2   | 12 | 1   | 9   |
| Самоа     | 4 | 1 | 0 | 3 | 92:75   | +17  | 11 | 3   | 7   |
| Чилі      | 4 | 0 | 0 | 4 | 27:215  | –188 | 4  | 0   | 0   |

| Зеленим кольором позначено команди, що вийшли до чвертьфіналу та відібралися на Кубок світу 2027 |

| Жовтим кольором позначено команди, що не вийшли до чвертьфіналу, але відібралися на Кубок світу 2027 |

Нарахування балів на груповому етапі

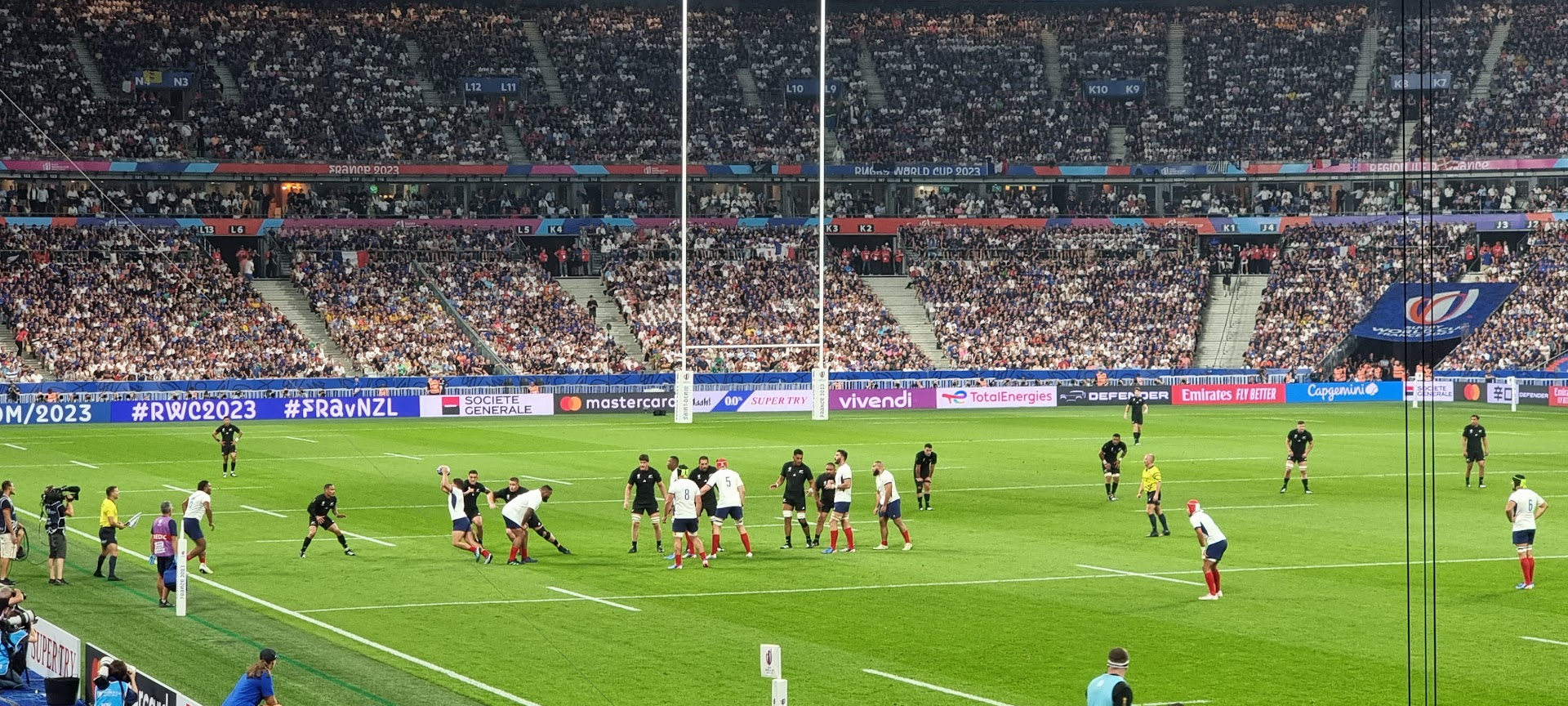
Перший матч Кубка світу з регбі 2023 між Францією та Новою Зеландією 8 вересня.

- За перемогу нараховується чотири бали.
- За нічию нараховується два очки.
- Бонусний бал нараховується командам, які зробили чотири або більше «спроби» у матчі.
- Бонусне очко за поразку присуджується командам, які програли матч з різницею в сім або менше очок.[8]

## Плей-оф
Етап плей-оф складався з чвертьфіналів та півфіналу і заврешувався матчем за третє місце та фіналом. У разі нічиєї в основний час для визначення переможця мало бути зіграно два 10-хвилинних тайми додаткового часу. Якщо наприкінці додаткового часу результати були нічийними, грали б додатковий 10-хвилинний період до того моменту, поки одна з команд не набере будь-які залікові очки. Якщо б рахунок все ще залишався нічийним, пробивалась б серія ударів з ноги.

### Чвертьфінали
| 14 October 2023 17:00 CEST (UTC+2) |

| Уельс                                                                                              | 17–29  | Аргентина |
| -------------------------------------------------------------------------------------------------- | ------ | --- |
| Спроби: Biggar 14' c T. Williams 57' c Реалізації: Biggar (2/2) 16', 58' Штрафні: Biggar (1/2) 21' | Report | Спроби: Sclavi 68' c Sánchez 77' c Реалізації: Boffelli (2/2) 69', 78' Штрафні: Boffelli (4/5) 39', 45', 44', 48' Sánchez (1/1) 80' |

| Stade de Marseille, Marseille К-ть глядачів: 62,576 Суддя: Karl Dickson (England) (for Jaco Peyper (South Africa)) |

| 14 October 2023 21:00 CEST (UTC+2) |

| Ірландія | 24–28  | Нова Зеландія |
| --- | ------ | --- |
| Спроби: Aki 27' c Gibson-Park 39' c Penalty try 64' Реалізації: Sexton (2/2) 29', 40' Штрафні: Sexton (1/2) 22' | Report | Спроби: Fainga'anuku 19' c Savea 33' m Jordan 53' c Реалізації: Mo'unga (1/2) 21' J. Barrett (1/1) 54' Штрафні: Mo'unga (1/1) 8' J. Barrett (2/3) 14', 69' |

| Stade de France, Saint-Denis К-ть глядачів: 78,845 Суддя: Wayne Barnes (England) |

| 15 October 2023 17:00 CEST (UTC+2) |

| Англія | 30–24  | Фіджі |
| --- | ------ | --- |
| Спроби: Tuilagi 14' m Marchant 23' c Реалізації: Farrell (1/2) 23' Штрафні: Farrell (5/6) 11', 34', 38', 54', 78' ЖК: Farrell (1/1) 72' | Report | Спроби: Mata 28' c Ravai 64' c Botitu 68' c Реалізації: Lomani (1/1) 29' Kuruvoli (2/2) 65', 70' Штрафні: Lomani (1/3) 20' |

| Stade de Marseille, Marseille К-ть глядачів: 61,863 Суддя: Mathieu Raynal (France) |

| 15 October 2023 21:00 CEST (UTC+2) |

| Франція | 28–29  | ПАР |
| --- | ------ | --- |
| Спроби: Baille (2) 4' c, 31' c Mauvaka 22' m Реалізації: Ramos (2/3) 5', 32' Штрафні: Ramos (3/4) 40+1', 54', 73' | Report | Спроби: Arendse 8' c De Allende 18' m Kolbe 27' c Etzebeth 67' c Реалізації: Libbok (2/3) 10', 28' Pollard (1/1) 67' Штрафні: Pollard (1/1) 69' |

| Stade de France, Saint-Denis К-ть глядачів: 79,486 Суддя: Ben O'Keeffe (New Zealand) |

### Півфінал
| 20 October 2023 21:00 CEST (UTC+2) |

| Аргентина                       | 6–44   | Нова Зеландія |
| ------------------------------- | ------ | --- |
| Штрафні: Boffelli (2/2) 5', 35' | Report | Спроби: Jordan (3) 11' c, 62' m, 73' m J. Barrett 17' m Frizell (2) 40+2' m, 49' c Smith 42' c Реалізації: Mo'unga (3/7) 12', 43', 50' Штрафні: Mo'unga (1/1) 38' |

| Stade de France, Saint-Denis К-ть глядачів: 77,653 Суддя: Angus Gardner (Australia) |

| 21 October 2023 21:00 CEST (UTC+2) |

| Англія                                                         | 15–16  | ПАР                                                                                                 |
| -------------------------------------------------------------- | ------ | --------------------------------------------------------------------------------------------------- |
| Штрафні: Farrell (4/4) 3', 10', 24', 39' ЖК: Farrell (1/1) 53' | Report | Спроби: Snyman 69' c Реалізації: Pollard (1/1) 70' Штрафні: Libbok (1/1) 21' Pollard (2/2) 35', 78' |

| Stade de France, Saint-Denis К-ть глядачів: 78,098 Суддя: Ben O'Keeffe (New Zealand) |

### Матч за третє місце
| 27 October 2023 21:00 CEST (UTC+2) |

| Аргентина | 23–26  | Англія                                                                                                 |
| --- | ------ | --- |
| Спроби: Cubelli 36' c S. Carreras 42' c Реалізації: Boffelli (2/2) 37', 43' Штрафні: Boffelli (2/2) 24', 50' Sánchez (1/2) 68' | Report | Спроби: Earl 8' c Dan 44' c Реалізації: Farrell (2/2) 9', 45' Штрафні: Farrell (4/4) 3', 13', 30', 65' |

| Stade de France, Saint-Denis К-ть глядачів: 77,674 Суддя: Nic Berry (Australia) |

### Фінал
| 28 October 2023 21:00 CEST (UTC+2) |

| Нова Зеландія                                            | 11–12  | ПАР                                      |
| -------------------------------------------------------- | ------ | ---------------------------------------- |
| Спроби: B. Barrett 58' m Штрафні: Mo'unga (2/2) 17', 38' | Report | Штрафні: Pollard (4/4) 3', 13', 19', 34' |

| Stade de France, Saint-Denis К-ть глядачів: 80,065 Суддя: Wayne Barnes (England) |